# Fernando Eguidazu Palacios
Fernando Eguidazu Palacios (Bilbao, 11 de julio de 1944) es consejero del Banco de España. Desde julio de 2015 hasta diciembre de 2016, fue Secretario de Estado para la Unión Europea en el Ministerio de Asuntos Exteriores. Es licenciado en Ciencias Económicas y Derecho, y pertenece al Cuerpo Superior de Técnicos Comerciales y Economistas del Estado desde 1969.

## Biografía

### Administración Pública
Fernando Eguidazu ha desempeñado varios cargos públicos en los Ministerios de Comercio (1969-1976), Comercio y Turismo (jefe del Gabinete Técnico del Ministro, entre 1978 y 1981), Economía y Comercio (jefe del Gabinete Técnico del Ministro entre 1980-1981, y director general de Ordenación Económica entre 1981 y 1982) Economía y Hacienda (director general de Transacciones Exteriores entre 1991 y 1993) y Asuntos Exteriores (2012-2016).
Asimismo, entre 1972 y 1976 fue miembro de los comités de Mercados Financieros y de Asuntos Monetarios y de Cambios de la OCDE.

### Sector privado
Fernando Eguidazu fue director gerente de Fraternidad-Muprespa entre 1995 y 2010, así como vicepresidente del Círculo de Empresarios, entre 2002 y 2012.
Asimismo, fue consejero delegado y presidente de Sovhispan S.A. (1983-1988), presidente de Fintrade S.A. (1988-1991), consejero delegado de Gulf Ibérica (1988-1991), asesor del presidente de Argentaria (1993-1995) y vicepresidente de Aresbank (1994-2010), entre otras actividades profesionales.
También fue consejero de la Compañía General de Tabacos de Filipinas (1978-1983), FOCOEX (1991-1995), y Banco Exterior de España (1991-1993), entre otras entidades.

### Fundaciones y sociedades
Fue patrono de la Fundación Acción Familiar, vicepresidente del Foro de la Sociedad Civil y consejero de CESCE, ICEX y la  Sociedad Estatal de Acción Cultural. Actualmente es miembro del Consejo Asesor de Think tank Civismo .

### Actividades académicas
Ha sido profesor de Teoría del Comercio Exterior en el Instituto de Estudios Profesionales Superiores (1970-1973), profesor invitado en la Cátedra de Derecho Internacional Privado en la Universidad Autónoma de Madrid (1977-1978) y profesor de Política Económica en la Universidad Complutense de Madrid (1978-1979), así como miembro del Consejo de Redacción de Información Comercial Española (1979-1990) y del Consejo Asesor de España Económica (1988-1991).
Actualmente es miembro de la Society for Spanish and Portuguese Historical Studies (EE. UU.) y la European Association of Development Research and Training Institutes (EADI).

## Publicaciones
Es autor de 11 libros y un centenar de artículos y conferencias sobre política monetaria, control de cambios, inversiones extranjeras, economía internacional, historia económica, y política económica española.
En la página web del Colegio Libre de Eméritos, se puede leer el capítulo relativo a la economía española que escribió en el libro España 2025.

### Libros
- Gibraltar. La Segunda Rendición: Las claves de un conflicto histórico. García-Margallo, José Manuel; Eguidazu Palacios, F.;  (Almuzara 2021).
- Una historia de la novela popular española (1850-2000) Eguidazu Palacios, F.;  (Ediciones Ulises 2020).
- Intervención monetaria y control de cambios en España 1900-1977 Eguidazu Palacios, F.;  (ICE libros. Información Comercial Española). Madrid. 1978.
- Mercados de Futuros. Eguidazu Palacios, F.;  (ICE libros. Información Comercial Española). Madrid. 1978.
- Control de cambios. Régimen jurídico de las transacciones con el extranjero. Eguidazu Palacios, F.; Álvarez Pastor, D. (Editorial Revista de Derecho Privado). Madrid. 1975 (1.ª edic.), 1977 (2.ª edic.), 1981 (3.ª edic.), 1982 (4.ª edic.), 1985 (5.ª edic.). 1988 (6.ª edic.) 1990 (7.ª edic.), 1993 (8.ª edic.).
- Control de cambios en España. Eguidazu Palacios, F.; Álvarez Pastor, D. (Banco Exterior de España). Madrid. 1984.
- Legislación sobre inversiones Extranjeras. Eguidazu Palacios, F.; Álvarez Pastor, D. (Editorial Tecnos). Madrid. 1988 (1.ª edic.). 1993 (2.ª edic. revisada).
- Inversiones extranjeras. Eguidazu Palacios, F.; Álvarez Pastor, D. (Editorial Aranzadi) 1996.
- La prevención del blanqueo de capitales. Eguidazu Palacios, F.; Álvarez Pastor, D.  (Ed. Aranzadi 1998)
- Manual de inversiones extranjeras. Eguidazu Palacios, F.; Álvarez Pastor, D. (Ed. Aranzadi 2002)
- Manual de Prevención de blanqueo de capitales. Eguidazu Palacios, F.; Álvarez Pastor, D. (Marcial Pons 2007)
- Política comercial exterior de España (1931 1975). Eguidazu Palacios, F.; Viñas, A.; Viñuela J.; Fernández Pulgar, C., y Florensa, S. (Banco Exterior de España). Madrid. 1979.
- Europa y el porvenir. Eguidazu Palacios F.; García-Margallo, José Manuel. Ed. Península. 2016

### Colaboraciones en obras colectivas
- Política financiera de la empresa multinacional (Capítulo 5) y Causas de la inversión directa (Capítulo 7), en Charles D'Argent y otros: Política Económica de las corporaciones multinacionales. Ediciones Periferia. Buenos Aires. 1975.
- Las bolsas de mercancías y la contratación de futuros (Capítulo 1) y Marco legal de las operaciones de futuros en España (Capítulo 6), en Fernando Eguidazu (Ed.): Mercados de futuros. ICE libros. Información Comercial Española. Madrid. 1978.
- Contratos de obra en el extranjero y exportaciones de planta llave en mano (Capítulo 21), en Curso de técnicas de comercio exterior. ICE libros. Información Comercial Española. Madrid. 1976.
- Gastos conexos a las operaciones comerciales y Operaciones triangulares, en Curso de técnicas de comercio exterior. ICE libros. Información Comercial Española. Madrid. 1978. 2.ª edición.
- Fundamentos del control de cambios en España, y La formación del tipo de cambio de la peseta, en Curso de técnicas de comercio exterior. ICE libros. Información Comercial Española. Madrid. 1980.
- Algunos juicios críticos sobre el control de cambios en España, en Ministerio de Economía y Comercio: Lecturas de economía española e internacional. Madrid. 1981.
- Agriculture, Nationalist Policy; Finance Nationalist; Foreign Trade, Nationalist; Monetary Policy, Nationalist; y Peseta Nationalist and Republican, en James W. Cortada (Ed.): Historical Dictionary of the Spanish Civil War 1936 1939. Greewood Press. Westport. (Conn.). EE.UU. 1982.
- La economía española, situación y perspectivas, en España hoy. Secretaría de Estado para la Información. Madrid. 1982.
- Fundamentos del control de cambios en España y El mercado de divisas, en Manual de técnicas de comercio exterior. Ministerio de Economía y Hacienda. Madrid. 1989.
- El intervencionismo político en la empresa: regulaciones y responsabilidad social corporativa, en Regulación, Desregulación, Liberalización y Competencia. Círculo de Empresarios, Fundación Rafael del Pino, Marcial Pons. Madrid. 2006
- Informe sobre la crisis financiera y bancaria en España, 2008-2014 Banco de España, Fernando Eguidazu (coord.), Banco de España (ed.), Madrid, 2017.

## Colección Fernando Eguidazu de Novela Popular
De su faceta bibliófila y coleccionista cabe destacar el importante fondo de  literatura popular que Fernando Eguidazu tuvo depositada en la Casa del Lector de Madrid  (Fundación Germán Sánchez Ruipérez) entre 2008 y 2018, y que actualmente se encuentra en el Instituto Iberoamericano de Berlín.
La colección Fernando Eguidazu de Novela Popular consta de aproximadamente 50.000 títulos de los siglos XIX. y XX. Fundamentalmente se trata de novelas editadas en España, aunque incluye publicaciones de Argentina, México, Estados Unidos o Francia, entre otros.
En junio de 2013 la Fundación Germán Sánchez Ruipérez inauguró en la Casa del Lector de Madrid la exposición Hoy es Ayer, que muestra parte de este fondo.
Como autor divulgante de la cultura popular ha publicado los libros Del folletín al bolsilibro. 50 años de novela popular española 1900-1950 (Ed. Silente 2008), y Biblioteca Oro. Editorial Molino y la literatura popular 1933-1956 (Ediciones Ulises-CSIC), este último en colaboración con Antonio González Lejárraga. Ha publicado también bajo el seudónimo de Fernando Martínez De la Hidalga. 